# Gherasim din Chefalonia
Gherasim din Chefalonia (în greacă Γεράσιμος της Κεφαλονιάς; n. 1506, Trikala, Corint – d. 15 august 1579, Cefalonia) a fost un monah ortodox grec, care este cinstit ca sfânt ortodox și protector religios al insulei grecești Cefalonia.

## Biografie

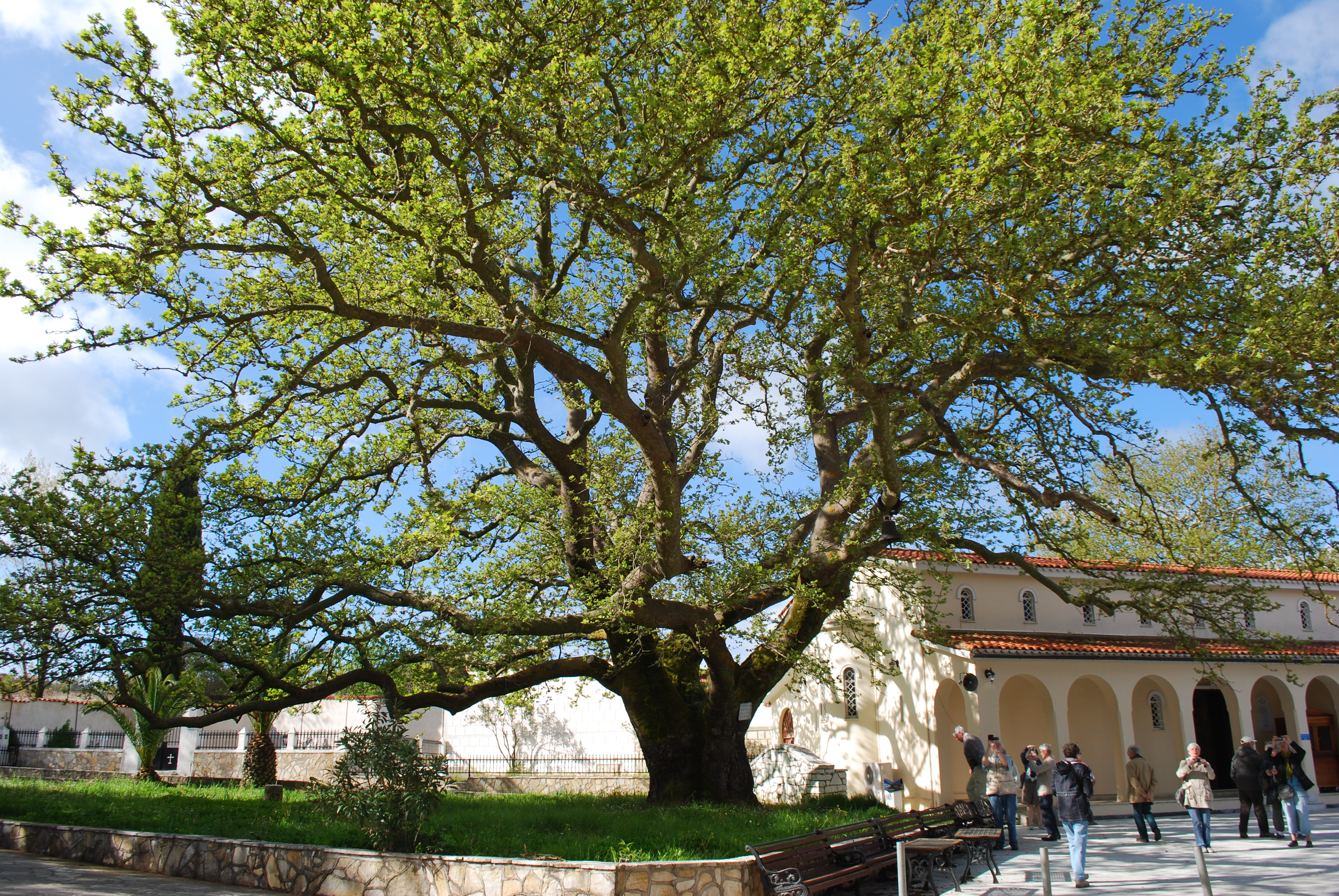
Platanul de la Mănăstirea „Sf. Gherasim din Cefalonia”, care ar fi fost sădit, potrivit tradiției, chiar de sfânt

S-a născut în satul Trikkala din peninsula Peloponez la începutul secolului al XVI-lea. Părinții săi se numeau Dimitrie și Kali. Numele său laic este necunoscut. Descindea, potrivit unor surse, din familia nobiliară bizantină Notaras (în greacă Νοταράς); bunicul lui Gherasim, Luca Notaras, a fost un înalt dregător al Imperiului Bizantin). S-a călugărit cu numele de Gherasim (după Sfântul Gherasim de la Iordan, care a trăit în secolul al V-lea) pe insula Zakynthos, după care a plecat la Muntele Athos unde a trăit ca pustnic într-o peșteră din zona pustie Kapsala.
Cu binecuvântarea starețului, a călătorit ca pelerin la Ierusalim pentru a vizita locurile sfinte și a se închina la Mormântul Mântuitorului. A vizitat apoi locurile sfinte din Egipt (Muntele Sinai, Alexandria) și Siria (Antiohia, Damasc), după care s-a întors la Ierusalim unde a slujit timp de 12 ani ca îngrijitor de candele în Biserica Sfântului Mormânt. Patriarhul Gherman al Ierusalimului (1537-1579), cu care era înrudit, l-a hirotonit preot. În cei 12 ani cât a slujit la Ierusalim s-a retras periodic pentru singurătate în pustia Iordanului, unde postea zile în șir.
Dornic de singurătate, a părăsit Ierusalimul în jurul anului 1548 și a călătorit în insula Creta, unde a rămas doi ani. După aproape douăzeci de ani s-a întors în insula Zakynthos, unde a trăit cinci ani în post și s-a hrănit numai cu ierburi. În anul 1555 a venit în insula Cefalonia, unde a locuit mai întâi într-o peșteră din Lassi (în prezent o stațiune populară din vacanță din apropierea orașului Argostolion), apoi s-a mutat în zona muntoasă de lângă Valsamata (la 20 km la est de Argostolion), unde a fondat o mănăstire de maici în 1559. A trăit și a muncit acolo câteva zeci de ani, dobândit o reputație de vindecător de boli și izgonitor de duhuri necurate. Potrivit legendei, și-a cunoscut dinainte sfârșitul și, după ce le-a binecuvântat pe maici, a murit în 15 august 1579. A fost vegheat în ultimele clipe de viață de părinții Ioanichie și Gherman și de stareța Laurentia și, după o noapte de priveghi, a fost îngropat în apropierea zidului sudic al bisericii. Se spune că ultimele cuvinte ale Sf. Gherasim au fost: „Τεκνία ειρηνεύετε εν εαυτοίς και μη τα υψηλά φρονείτε” (Trăiește în pace cu tine însuți ca un copil și nu te gândi la lucruri înalte).
Mormântul său a fost deschis doi ani mai târziu, în 1581, iar trupul a fost găsit neputrezit. Insula Cefalonia era stăpânită de Republica Venețiană din anul 1500, în urma înfrângerii turcilor în Războaiele Otomano-Venețiene (1499-1503), iar autoritățile catolice venețiene, care erau sceptice cu privire la sfințenia lui Gherasim ca urmare a dezgropării sale înainte de trecerea a trei ani, au dispus îngroparea trupului și apoi deshumarea lui după alte șase luni, în 1582. Trupul a fost găsit intact și după cea de-a doua deshumare.

## Cinstirea memoriei sale
Gherasim din Chefalonia a fost canonizat în iulie 1622 de Patriarhia Constantinopolului, care era condusă atunci de patriarhul Chiril Lukaris. Moaștele sfântului sunt păstrate într-o raclă din argint și sticlă dintr-o bisericuță a mănăstirii de maici de pe insula Cefalonia, construită lângă un platan înalt care ar fi fost sădit chiar de sfânt. Multe icoane din biserica principală (inclusiv cele ale sfinților ruși) sunt donații ale localnicilor și inscripționate cu numele lor.
Prăznuirea Sfântului Gherasim are loc la 16 august, deoarece în ziua de 15 august se sărbătorește Adormirea Maicii Domnului. O altă sărbătorire a sfântului este prăznuită la 20 octombrie, ziua descoperirii moaștelor sale în anul 1581. Cu ocazia acestor praznice racla cu moaștele Sfântului Gherasim este scoasă din biserică și purtată peste credincioșii suferinzi care se întind pe tot traseul procesiunii.
Sfântul Gherasim este profund venerat de locuitorii din Cefalonia; băieții sunt deseori numiți după el. La începutul secolului al XX-lea un grup de imigranți din Cefalonia au construit la New York o biserică cu hramul Sf. Gherasim.
Mănăstirea din satul Gruiu Lupului (comuna Racovița, județul Vâlcea), construită în anii 2009-2010 pe culmea unui deal aflat la hotarul dintre Țara Românească și Transilvania, este închinată Sfinților Trei Ierarhi și Sfântului Gherasim cel Nou din Chefalonia. Biserica mare a mănăstirii are hramul „Sfinții Trei Ierarhi”, iar paraclisul mănăstirii are hramul „Sfântul Gherasim cel Nou din Chefalonia”. În biserica mănăstirii se află părticele din moaștele Sfântului Gherasim cel Nou.

## Fapte interesante
- Sărbătoarea Sf. Gherasim și miracolul vindecării sunt prezentate la începutul filmului american Idila căpitanului Corelli (2001) cu Nicolas Cage și Penélope Cruz.[5][6]

## Legături externe
- Site-ul Mitropoliei Cefaloniei (în limba greacă)
- Procesiune cu moaștele Sf. Gherasim (filmare documentară din 1961)
- Cronici votive, scurt documentar despre Sf. Gherasim realizat de Titi Dincă și difuzat în cadrul emisiunii Universul credinței de la TVR